# Solomys sapientis
Solomys sapientis- вид гризунів родини Мишевих.

## Опис
Це гризун середнього розміру. Довжина його тіла становить від 18,8 до 21,5 см; довжина хвоста від 19 до 25,7 см; довжина ступні від 50 до 67,4 мм; довжина вуха від 17,4 до 19 мм. Верхня частина тіла сіро-коричневого кольору, живіт- буро-жовтий. Передні і задні лапи сірувато-білого кольору. Хвіст дещо довший за тіло, рівномірно чорного кольору, покритий лусочками по 8-9 кілець на сантиметр.
Веде деревний спосіб життя. Будує гнізда на деревах.

## Поширення
Цей вид є ендеміком острова Санта-Ісабель, що є частиною архіпелагу Соломонових островів. Можливо, в історичний час цей вид жив також на островах Малаїта і Угі. Мешкає у вологих тропічних лісах на висоті до 30 м над рівнем моря.

## Збереження
МСОП вважає цей вид таким, щодо якого є загроза вимирання. через обмежений ареал проживання виду і знищення його природного середовища існування.